# 卡罗尔·英洙·李
李英洙（英語：Carol Young Suh Lee；2001年12月21日—），北马里亚纳群岛韓裔网球运动员。
李在2018年12月31日達到ITF青少年綜合排名第150名，创下了他职业生涯的最高紀錄，并成为北马里亚纳群岛第一位参加2019年澳大利亚网球公开赛青少年大满贯赛事的人。
李也代表太平洋联合会杯球队参加联合会杯，她的 W/L 战绩为5-3。

## ITF 青少年总决赛
| 大满贯 |
| GA     |
| G1     |
| G2     |
| G3     |
| G4     |
| G5     |